# معركة دير الجثاليق
معركة دير الجثاليق أو معركة دير الجاثليق هي معركة دارت أيام الفتنة الثانية بين عبد الملك بن مروان وجيش الشام والأمويين وبين جيش مصعب بن الزبير وجيش العراق والزبيريين، وقعت المعركة عند قصر دجيل عند دير الجاثليق في جمادى الآخرة سنة 72 هـ، انتهت المعركة بانتصار عبد الملك بن مروان ومقتل مصعب بن الزبير، بمقتل مصعب عادت العراق إلى حظيرة الدولة الأموية، وعين عبد الملك أخاه بشر بن مروان واليًا على العراق.

## المعركة
وبعد أن استعاد ابن الزبير سيطرته على العراق كان من الطبيعي أن يحدث الصدام بينه وبين عبد الملك بن مروان، فعزم عبد الملك على السير إلى العراق وانتزاعها من ابن الزبير وكان ذلك سنة 71 هـ، وكان ذلك بعد أربع سنين من القضاء على المختار الثقفي، وبعد أن اطمأن عبد الملك إلى استقرار حكمه ببلاد الشام توجه لقتال مصعب بن الزبير فنزل عبد الملك مسكن، وزحف مصعب نحو باجميرا وعلى مقدمة جيشه إبراهيم بن الأشتر النخعي، ثم أخذ عبد الملك يكاتب زعماء أهل العراق من جيش مصعب يعدهم ويمنيهم، وقد صرح عبد الملك بن مروان أنه كتب أهل العراق أتته يدعونه إليهم قبل أن يكاتبهم، وفي الوقت الذي كان عبد الملك يكاتب فيه زعماء أهل العراق من قواد مصعب والذين قبلوا التخلي عنه والانضمام إلى عبد الملك، كان حريصًا على ألا يقاتل مصعب للمودة والصداقة القديمة التي كانت بينهما، فأرسل إليه رجلاً من كلب وقال له: «أقرئ ابن أختك السلام، وقل له يدع دعاءه إلى أخيه، وأدع دعائي إلى نفسي، ويجعل الأمر شورى»، فقال له مصعب: «قل له السيف بيننا»، ثم حاول عبد الملك محاولة أخرى، فأرسل إليه أخاه محمد ليقول له: إن ابن عمك يعطيك الأمان، فقال مصعب: إن مثلي لا ينصرف عن مثل هذا الموقف إلا غالبًا أو مغلوبًا".
ثم دارت معركة فبدأت خيانات أهل العراق تظهر، فقد أمد مصعب إبراهيم بن الأشتر بعتاب بن ورقاء الرياحي، وهو من الذين كاتبوا عبد الملك، فاستاء إبراهيم من ذلك وقال: قد قلت له لا تمدني بعتاب وضربائه، إنا لله وإنا إليه راجعون، فانهزم عتاب بالناس، فلما انهزم صبر ابن الأشتر فقتل، ثم تخلى أهل العراق عن مصعب وخذلوه حتى لم يبق معه سوى سبعة رجال، ولكنه ظل يقاتل في شجاع وأخيرًا قتله زياد بن ظبيان، وكان مقتله في المكان الذي دارت فيه المعركة على قصر دجيل عند دير الجاثليق في جمادى الآخرة سنة 72 هـ.

## نتائج المعركة
لما بلغ عبد الملك بن مروان مقتل مصعب بن الزبير قال: «واروه فقد والله كانت الحرمة بيننا قديمة، ولكن هذا المُلْك عقيم»، وبمقتل مصعب بن الزبير عادت العراق إلى حكم خلافة الدولة الأموية، وعين عبد الملك أخاه بشر بن مروان واليًا عليها، وقبل أن يغادر عبد الملك العراق، أعد جيشًا للقضاء على عبد الله بن الزبير في مكة.